# Strada europea E75
La E75  è una strada europea di classe A e costituisce un dorsale nord-sud. Collega Vardø, località norvegese affacciata sul Mare di Barents, con Sitia, sull'isola di Creta (in Grecia). Il percorso è lungo 5639 km ed attraversa Finlandia, Polonia, Repubblica Ceca, Slovacchia, Ungheria, Serbia e Macedonia del Nord.

## Collegamenti marittimi
L'itinerario comprende due collegamenti marittimi attraverso traghetti, il primo tra Finlandia e Polonia, il secondo tra la parte continentale della Grecia e l'isola di Creta dove la strada ha termine. In realtà, dall'inizio degli anni novanta fino al 2009 non vi era alcun collegamento marittimo tra Helsinki e Danzica. La Finnlines ha iniziato proprio nel 2009 un servizio regolare tra Helsinki e Gdynia, nei pressi della città polacca. In alternativa, è anche possibile prendere un traghetto da Helsinki a Tallinn e guidare attraverso la E67 da Tallinn alla località di Piotrków Trybunalski in Polonia, dove la E75 e la E67 condividono un breve tratto.

## Percorso
Di seguito sono riportate le principali località toccate dalla strada.

### Norvegia

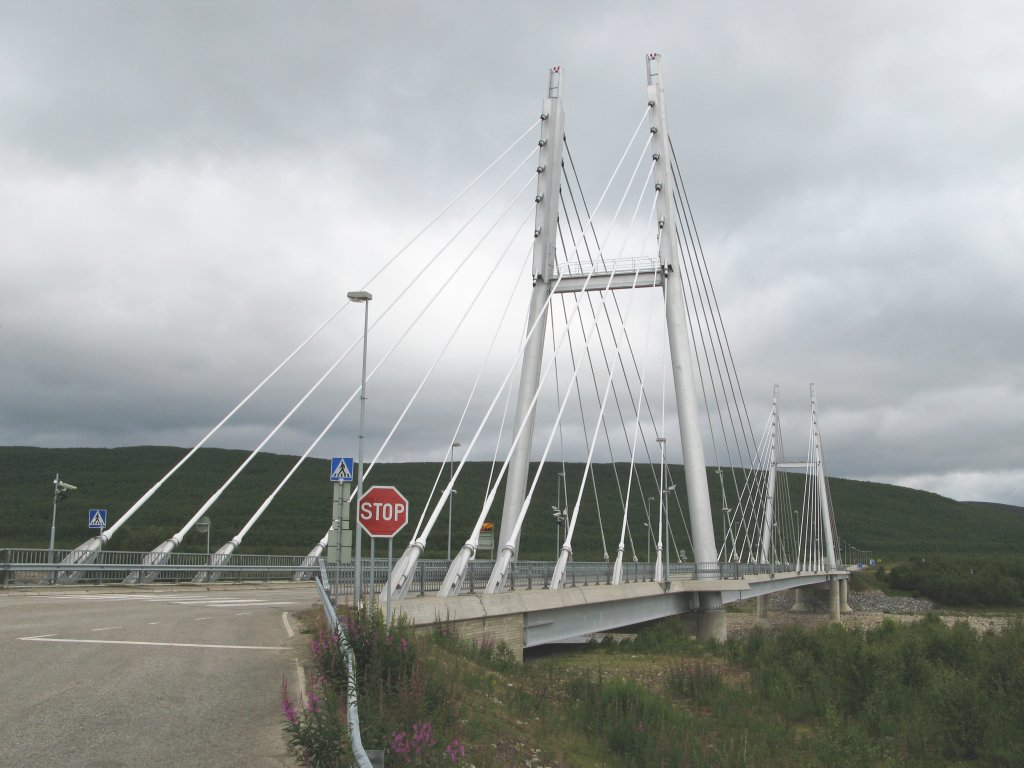
Il ponte Sami, sul confine tra Finlandia e Norvegia

Il tratto norvegese attraversa quattro piccoli comuni della regione del Finnmark: Vardø, Vadsø, Nesseby e Tana.

### Finlandia
In Finlandia la E75 assume la denominazione di strada nazionale 4. Le principali località toccate sono le seguenti:
- Utsjoki;
- Ivalo;
- Sodankylä (intersezione con la E63);
- Rovaniemi;
- Kemi (intersezione con la E04);
- Oulu;
- Jyväskylä (intersezione con la E63);
- Lahti;
- Helsinki (intersezione con E67, E12 ed E18).

### Polonia

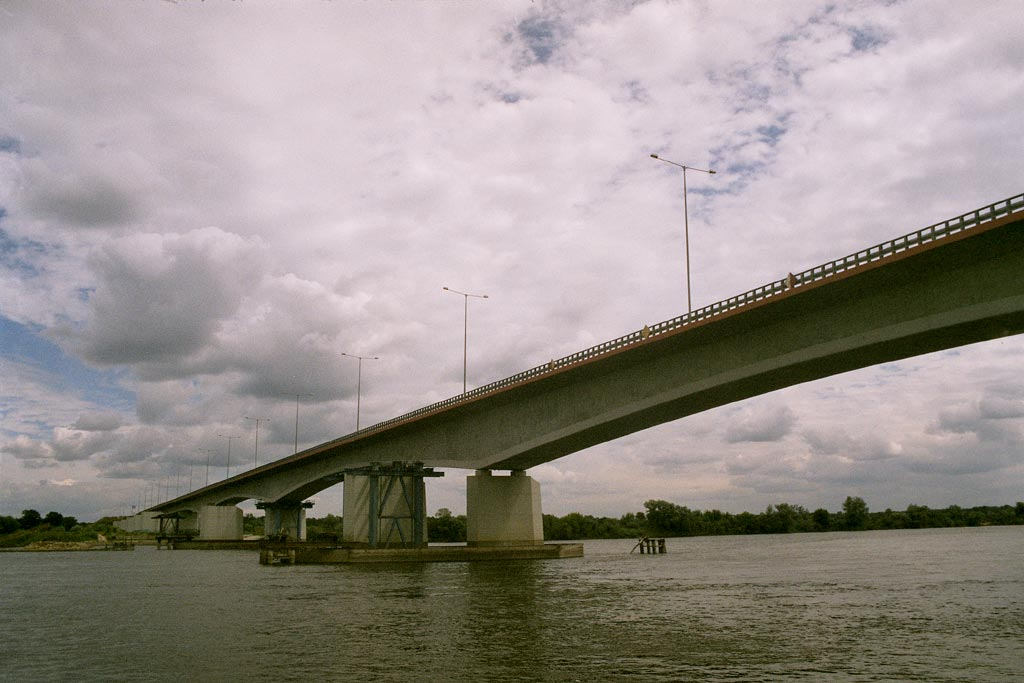
Il ponte sulla Vistola nei pressi di Toruń, in Polonia

In Polonia la E75 assume la denominazione di Autostrada A1. Le principali località toccate sono le seguenti:
- Danzica (Gdańsk) (intersezione con la E77 e la E28);
- Świecie (intersezione con la E261);
- Krośniewice;
- Łódź;
- Piotrków Trybunalski (intersezione con la E67);
- Katowice.

### Repubblica Ceca
Nel breve tratto percorso in Repubblica Ceca, la strada assume la denominazione di strada nazionale 11. Le principali località toccate sono le seguenti:
- Český Těšín (intersezione con la E462).

### Slovacchia

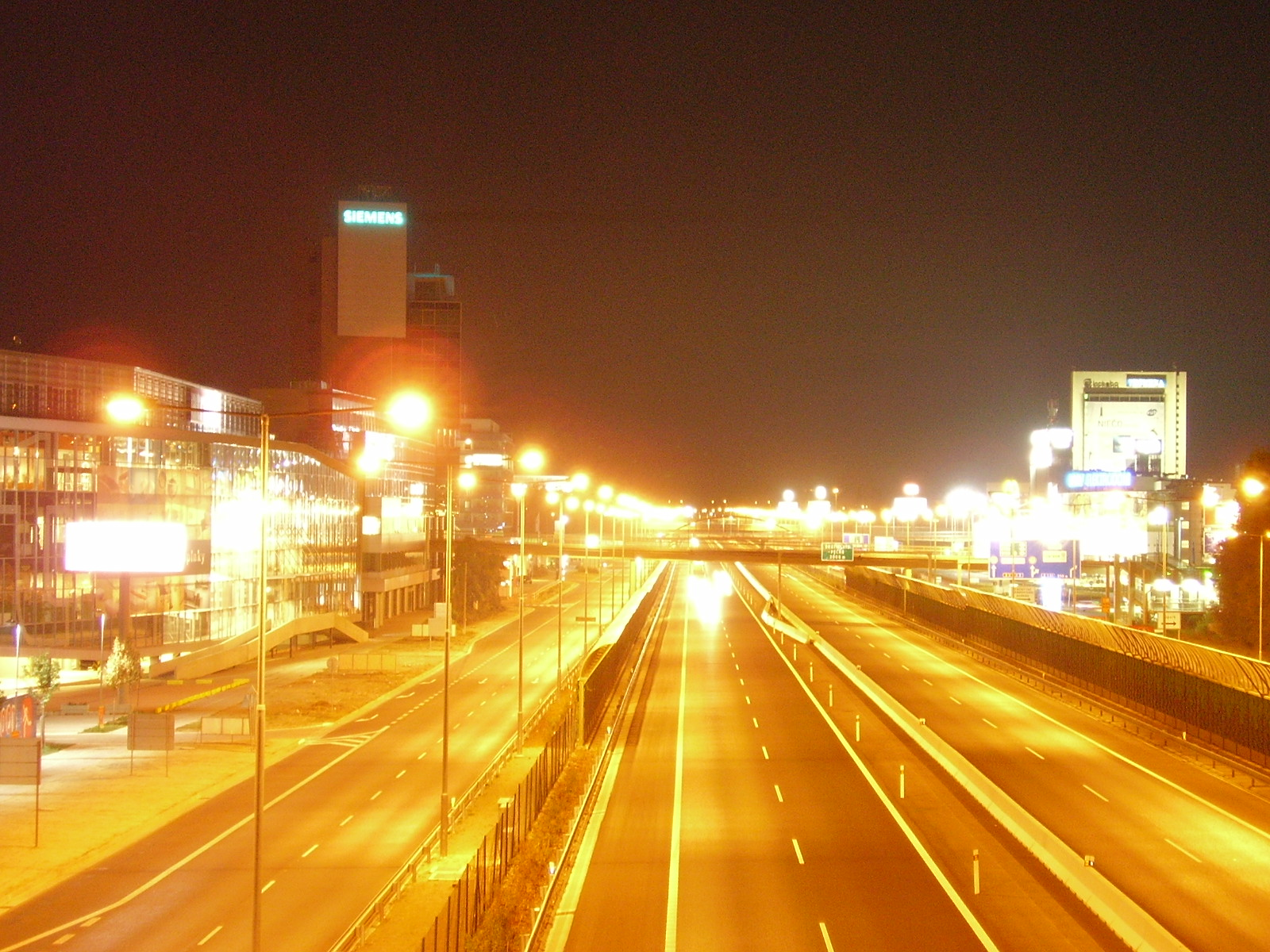
La E75/D1 a Bratislava

Fino alla città di Žilina la strada è chiamata strada nazionale 11, quindi percorre fino alla capitale l'autostrada D1. Le principali località toccate sono le seguenti:
- Žilina (intersezione con la E442);
- Bratislava (intersezione con E65, E58, E571 ed E575).

### Ungheria

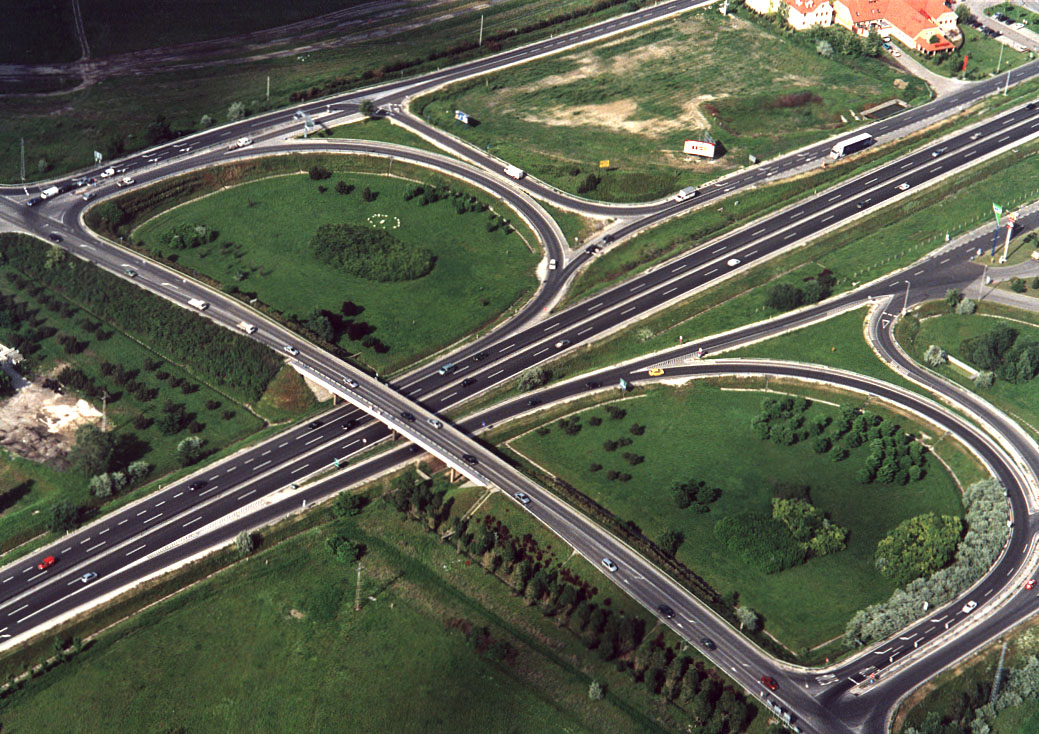
La E75/M5 in Ungheria

Fino a Levèl, la E75 è chiamata strada nazionale 15, quindi percorre le autostrade M1 (fino a Budapest), M0 (la tangenziale della capitale) ed M5 fino al confine di stato. Le principali località toccate sono le seguenti:
- Győr (intersezione con E60 ed E575);
- Budapest (intersezione con E60, E71, E73 ed E77);
- Seghedino (Szeged) (intersezione con la E68).

### Serbia
In Serbia la strada corre lungo l'autostrada A1, per quanto nel paese la numerazione più utilizzata sia appunto quella di E75. Le principali località toccate sono le seguenti:
- Belgrado (intersezione con E70 ed E763);
- Niš (intersezione con E80 ed E771).

### Macedonia del Nord

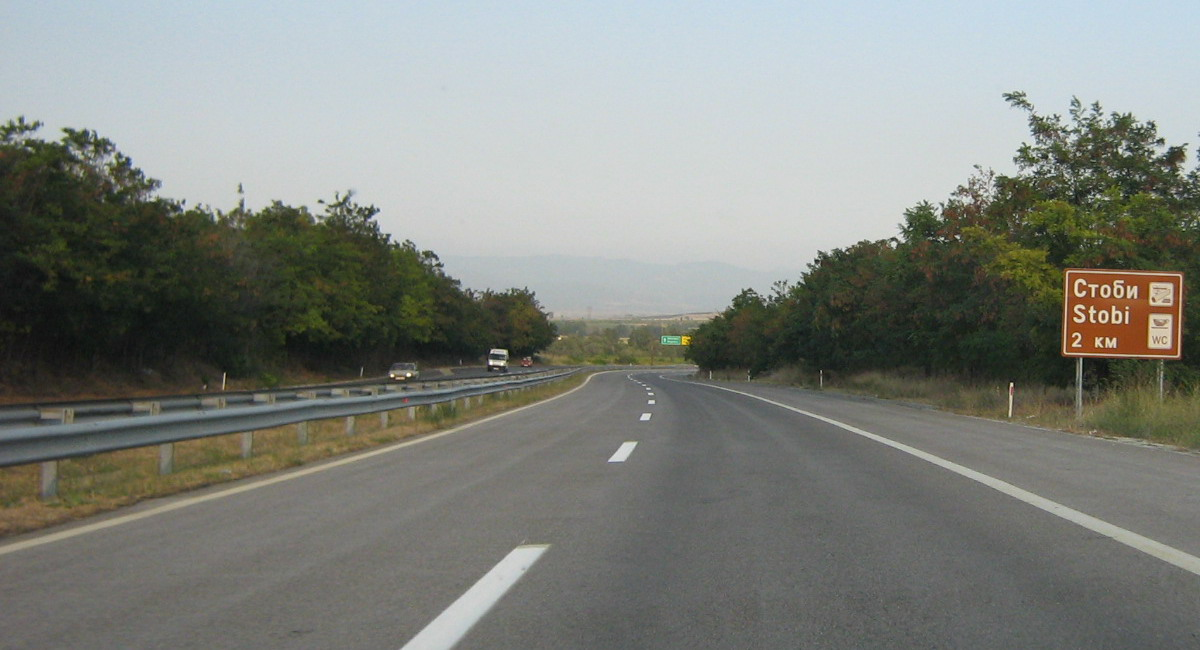
La E75/A1 presso Stobi, in Macedonia del Nord

L'Agenzia europea per la ricostruzione, una delle Agenzie dell'Unione Europea, ha contribuito alla ricostruzione del tratto della E75 nella repubblica, che segue il tracciato della A1. Le principali località toccate sono le seguenti:
- Kumanovo (intersezione con la E871);
- Skopje (intersezione con la E65);
- Gevgelija.

### Grecia

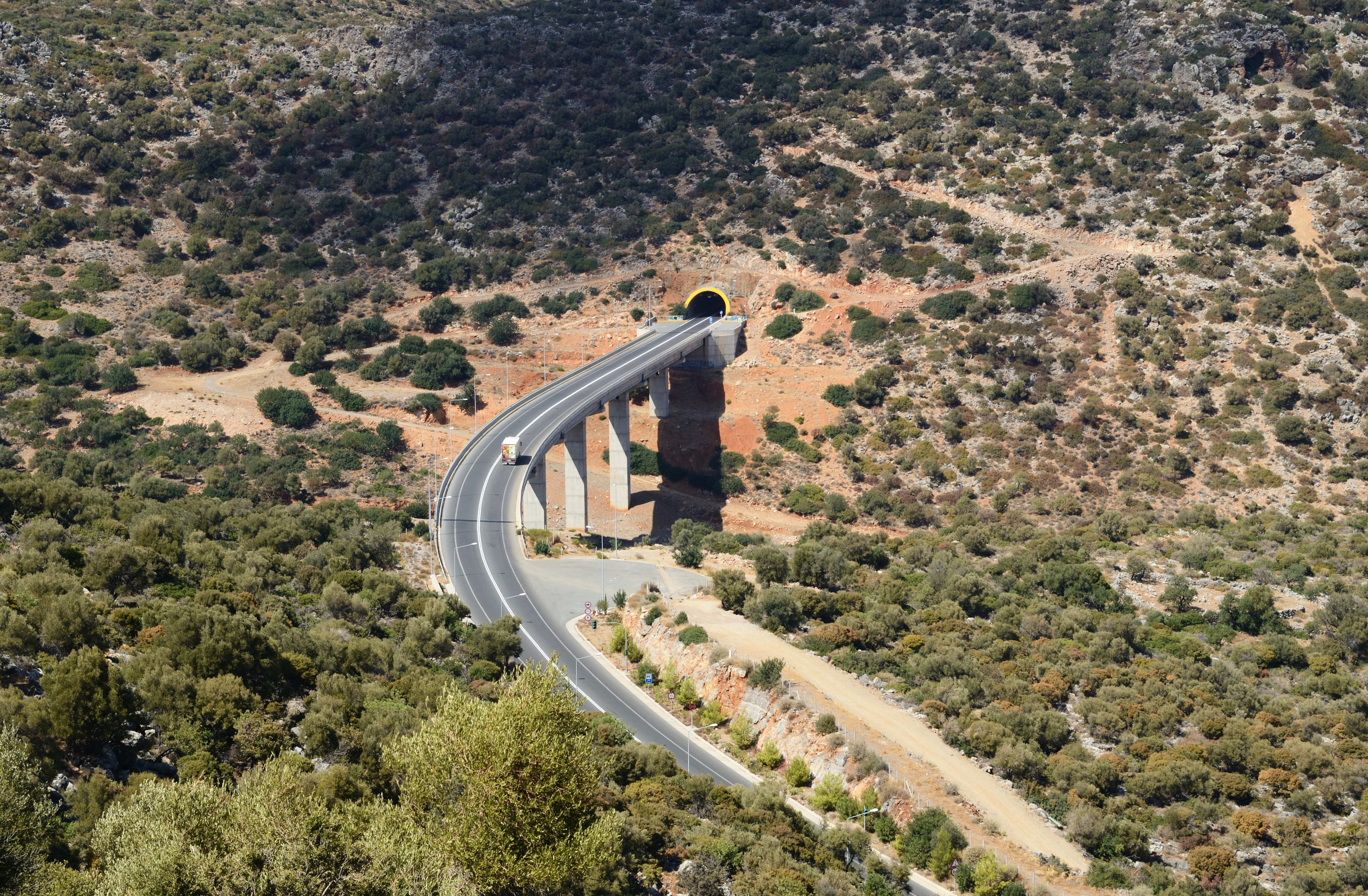
La strada presso Heraklion, in Grecia

In Grecia la strada segue il percorso della autostrada 1 fino ad Atene, da cui è previsto il trasbordo in traghetto fino a Chaniá, sull'isola di Creta, dove la strada è classificata come strada nazionale 90. Le principali località toccate sono le seguenti:
- Évzoni;
- Salonicco (intersezione con E90 ed E79);
- Lárissa (intersezione con la E65);
- Almirós;
- Lamia (intersezione con E65 ed E952);
- Atene (intersezione con la E94);
- Chaniá (intersezione con la E65);
- Heraklion;
- Ágios Nikólaos;
- Sitía.